# Insone

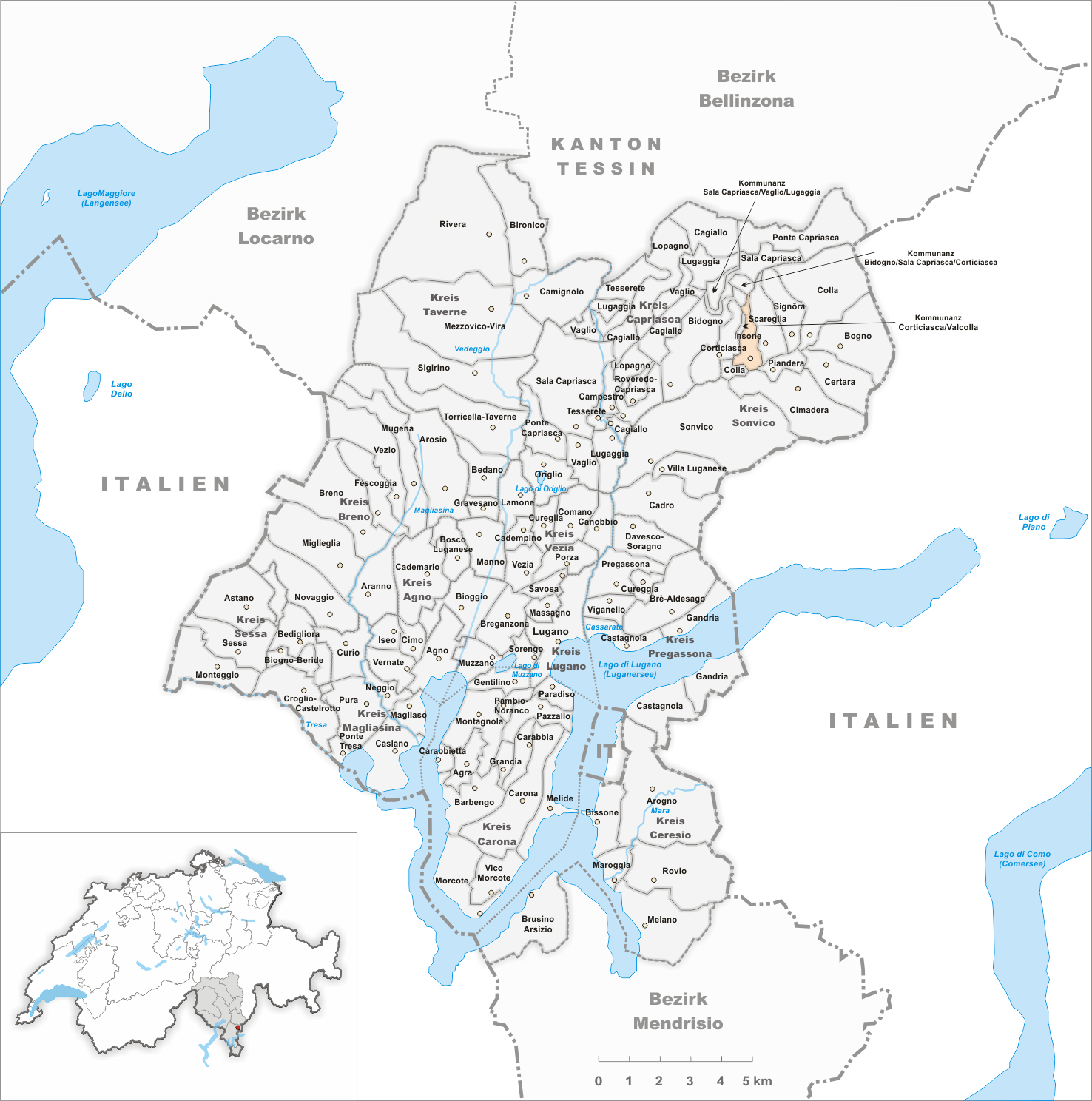
Gemeindestand vor der Fusion von 1956

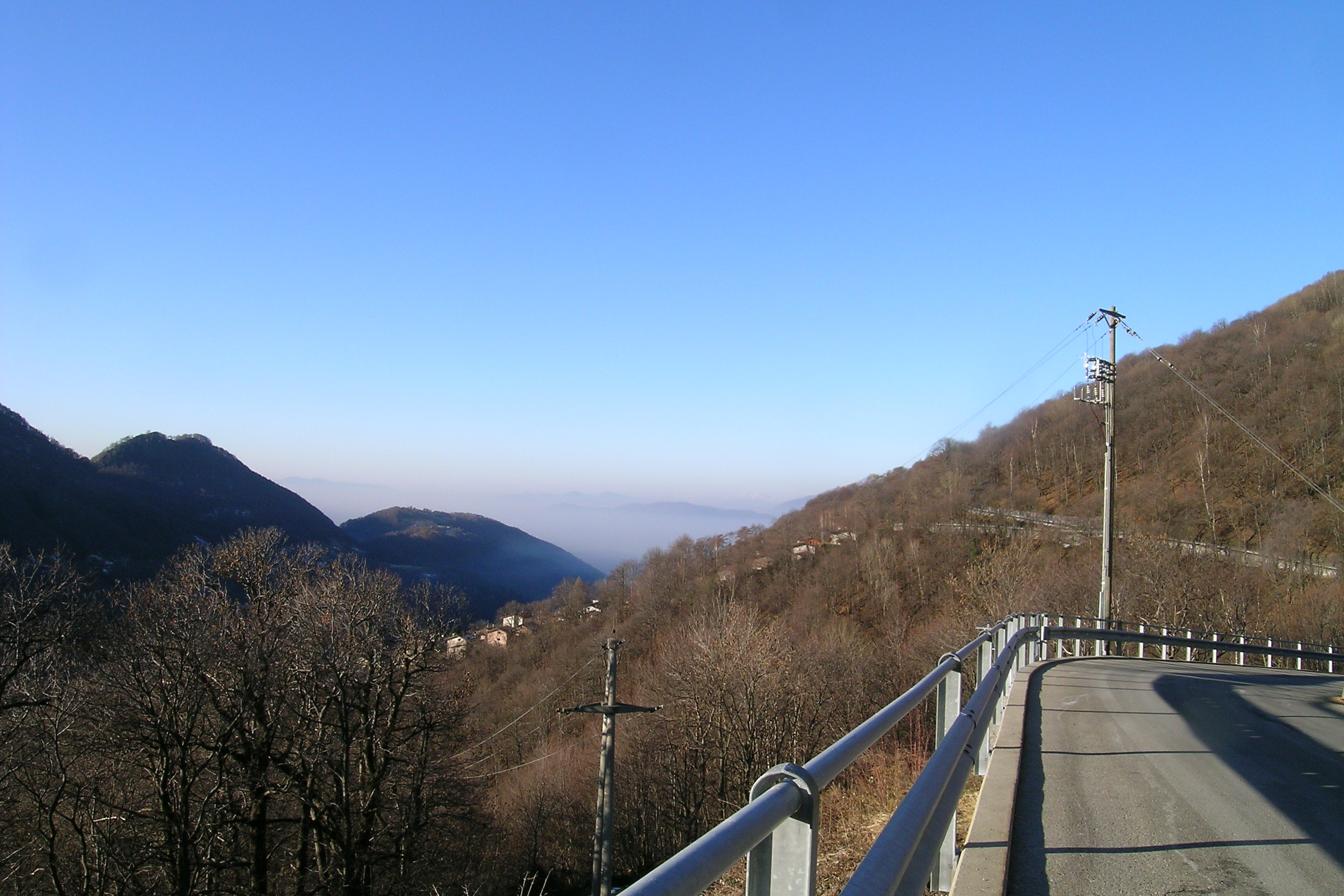
Dorf Insone

Insone war bis zum Jahr 1955 eine politische Gemeinde im Bezirk Lugano, Kanton Tessin, in der Schweiz.

## Geographie
Das Dorf liegt auf 879 m ü. M. im oberen Val Colla, am Südostfusse des 1816 m ü. M. hohen Monte Bar.

## Geschichte
Das Dorf wurde 1591 erstmals als Aijson und Ansone erwähnt. Um diese Zeit zählte Insone 16 Haushaltungen und besass schon die Sankt Rochuskapelle.
Im Jahr 1956 fusionierte Insone mit den Gemeinden Colla, Piandera, Scareglia und Signôra zur neuen Gemeinde Valcolla, die ihrerseits 2013 in der Gemeinde Lugano aufging. Insone bildet aber nach wie vor eine eigenständige Bürgergemeinde. Diese besitzt das Bürgerhaus und 105 Hektaren Weiden und Wälder.

## Bevölkerung
| Bevölkerungsentwicklung | Bevölkerungsentwicklung | Bevölkerungsentwicklung | Bevölkerungsentwicklung | Bevölkerungsentwicklung | Bevölkerungsentwicklung | Bevölkerungsentwicklung | Bevölkerungsentwicklung | Bevölkerungsentwicklung | Bevölkerungsentwicklung | Bevölkerungsentwicklung |
| ----------------------- | ----------------------- | ----------------------- | ----------------------- | ----------------------- | ----------------------- | ----------------------- | ----------------------- | ----------------------- | ----------------------- | ----------------------- |
| Jahr                    | 1591                    | 1799                    | 1808                    | 1824                    | 1836                    | 1850                    | 1860                    | 1870                    | 1902                    | 1920                    |
| Einwohner               | 16 Haushaltungen        | 83                      | 82                      | 101                     | 139                     | 175                     | 158                     | 165                     | 149                     | 214                     |

Einwohnerzahlen 1799–1870: Volkszählungsdaten

## Veranstaltungen
- Associazione Circolo ricreativo al Ritrov[4]

## Sehenswürdigkeiten
- Oratorium San Rocco[5], schon 1511 erwähnt.